# Nemški zgodovinski muzej
Nemški zgodovinski muzej (nemško Deutsches Historisches Museum), znan pod akronimom DHM, je muzej v Berlinu v Nemčiji, posvečen nemški zgodovini. Opisuje se kot kraj »razsvetljevanja in razumevanja skupne zgodovine Nemcev in Evropejcev«. Pogosto velja za enega najpomembnejših muzejev v Berlinu in je eden najbolj obiskanih. Muzej je v Zeughaus (orožarna) iz 17. stoletja na Unter den Linden, tik nasproti Spree in Muzejskega otoka. Muzejsko razstavno dvorano je zasnoval I. M. Pei v poznem 20. stoletju.
Nemški zgodovinski muzej je v pravni obliki fundacija, ki jo je registrirala Zvezna republika Nemčija. Njegov najvišji organ je skrbniški odbor (Kuratorium), ki ga sestavljajo predstavniki zvezne vlade, nemškega Bundestaga (parlamenta) in vlad nemških zveznih dežel.

## Ustanovitev in zgodovina
Muzej je bil ustanovljen 28. oktobra 1987, ob 750. obletnici ustanovitve Berlina; slovesno so ga odprli v stavbi Reichstaga v nekdanjem Zahodnem Berlinu. Po uspehu razstave o Prusiji, ki je bila na ogled v Martin-Gropius-Bau leta 1981, je takratni župan (zahodnega) Berlina Richard von Weizsäcker naročil štiri ugledne zgodovinarje – Hartmuta Boockmanna, Eberharda Jäckla, Hagena Schulzeja in Michael Stürmer – pripraviti memorandum, ki je izšel januarja 1982 pod naslovom Deutsches Historisches Museum in Berlin. Projekt je imel veliko podporo zveznega kanclerja Helmuta Kohla, ki je v svojem govoru o stanju naroda pred nemškim Bundestagom 27. februarja 1985 ustanovitev nemškega zgodovinskega muzeja v Berlinu označil za nacionalno prednostno nalogo evropskega pomena. Komisija, sestavljena iz 16 vodilnih zgodovinarjev, umetnostnih zgodovinarjev in direktorjev muzejev, je v letih 1985/86 izdelala koncept muzeja in ga dala v javno obravnavo leta 1986. Končna verzija je postala osnova za ustanovitev DHM. Jedro muzejske naloge je bilo predstaviti nemško zgodovino v mednarodnem kontekstu. Večperspektivno dojemanje je bilo namenjeno spodbujanju razumevanja stališča drugih, da bi omogočili visoko raven refleksije zgodovine in kulture v času internacionalizacije vsakdanjega življenja ter globalizacije dela in trgovine. 28. julija 1987 je bila podpisana partnerska pogodba med Zvezno republiko Nemčijo in deželo (Zahodni) Berlin o ustanovitvi začasnega skrbništva nad Nemškim zgodovinskim muzejem kot delniško družbo.
Prvotno naj bi bil muzej v bližini stavbe Reichstaga v Spreebogenu, vladnem kompleksu na okljuku reke Spree. Na arhitekturnem natečaju za projekt je leta 1988 zmagal italijanski arhitekt Aldo Rossi. Vendar pa je leta 1989 padec Berlinskega zidu povzročil spremembo načrtov: na dan ponovne združitve, 3. oktobra 1990, je zvezna vlada prenesla zbirko in prostori nekdanjega Museum für Deutsche Geschichte (Muzej za nemško zgodovino) v DHM; zadnja vlada NDR je ta muzej že septembra 1990 razpustila in njegovo premoženje ter vsebino dala na razpolago DHM. Tako je Zeughaus iz leta 1695 – najstarejša stavba na Unter den Linden – postal sedež Nemškega zgodovinskega muzeja. Prve razstave so bile v Zeughausu na ogled septembra 1991.
DHM je kmalu po ustanovitvi začel širiti svoje zbirke. Nekdanja stalna razstava, ki je bila takrat odprta decembra 1994 z naslovom Nemška zgodovina v podobah in pričevanjih, je predstavila začetni prerez zbirke z več kot 2000 eksponati.
Pročelje Zeughausa je bilo med letoma 1994 in 1998 obnovljeno na podlagi zgodovinskih dokumentov. Stavba je bila zaprta od leta 1998 do 2003, medtem ko je arhitekturni biro Winfrieda Brenneja izvajal obsežne obnovitvene ukrepe. Med gradnjo nove sosednje muzejske dvorane Ieoh Ming Peija med letoma 1998 in 2003 je bila nad Schlüterhofom, notranjim dvoriščem z maskami Andreasa Schlüterja, ponovno nameščena steklena streha. Nova stavba I. M. Peija s površino 2700 m² v štirih nadstropjih, ki jo je strukturno načrtoval Leslie E. Robertson Associates, je bila odprta za začasne razstave leta 2003. Stalna razstava Nemška zgodovina v podobah in artefaktih je bila 2. junija 2006 v Zeughausu odprla zvezna kanclerka Angela Merkel. 30. decembra 2008 je DHM prevzel pravno obliko fundacije javnega prava zvezne vlade (Stiftung öffentlichen Rechts des Bundes). Stiftung Flucht, Vertreibung, Versöhnung (Fundacijski beg, izgon, sprava), ustanovljen leta 2009 za ustanovitev centra za spominjanje in dokumentiranje bega in izgona, deluje pod okriljem Nemškega zgodovinskega muzeja.

## Objekti

### Razstavne dvorane
Zeughaus je zaradi potrebnih prenov in obnove stalne razstave zaprt od 28. junija 2021. Ponovno se bo predvidoma odprl konec leta 2025. Štiri nadstropja razstavne dvorane I. M. Pei so namenjena začasnim razstavam muzeja.

### Knjižnica
Specializirana raziskovalna knjižnica za nemško in splošno zgodovino ter muzejsko delo obsega več kot 225.000 zvezkov, od tega 13.000 redkih knjig, 40.000 zvezkov revij in časopisov, 5000 zvezkov militarije in 15.000 muzejskih katalogov. Javna referenčna knjižnica je za Zeughausom v upravni stavbi muzeja, ki je od leta 1899 do 1945 pripadala pruski kreditni zvezi Prussische Central-Genossenschaftskasse in kasneje državnemu podjetju Minol v NDR.

### Kino
Zeughauskino, kino s 164 sedeži, je sestavni del Nemškega zgodovinskega muzeja in je v Zeughausu. Ima ločen vhod na Kupfergraben strani stavbe. Gre za spomeniško zaščiteno stavbo, saj je zaradi svoje notranje opreme primer arhitekture zgodnjih 60. let prejšnjega stoletja.
Njegov glavni cilj je združiti zgodovinska in filmsko-zgodovinska vprašanja v program, ki ga zaznamujejo filmske serije, ki spremljajo razstave, in tematske retrospektive.
Od leta 2004 in od leta 2022 Berlinski mednarodni filmski festival uporablja Zeughauskino kot prizorišče za projekcije Retrospective and Homage.

## Zbirke

### Oddelki
Kultura vsakdanjega življenja ITehnični in medicinski izdelki in instrumenti, gospodinjski predmeti, oglaševanje izdelkov: ok. 70.000 predmetov
Kultura vsakdanjega življenja IIModa, kostumi, značke, verski predmeti: ok. 45.000 predmetov
Kultura vsakdanjega življenja IIIIgrače, razglednice, politični predmeti, posebni inventar: ok. 40.000 predmetov
Stari in dragoceni tiskiTiski iz 15. stoletja – 20. stoletja: ok. 25.000 predmetov
Dokumenti IListine, pole, zbirke letakov in zemljevidov, avtogrami, pečati in albumi do 1914: ok. 50.000 predmetov
Dokumenti IIFoto albumi, časopisi, letaki, propagandni materiali, zemljevidi in avtogrami od leta 1914: ok. 120.000 predmetov
Arhiv slikPosestva fotografov in slikovnih agencij, ok. 500.000 izpisov fotografij
Filmska zbirka850 filmov
Uporabna umetnost in kiparstvo do leta 1900Pohištvo, keramika, umetnost stekla in kovine, oblikovanje: ok. 6.000 predmetov
Tiskanje zbirkeo zgodovini dogodkov od 16. do 20. stoletja, Zbirka portretne grafike od 15. do 20. stoletja: ok. 100.000 natisov
Art ISlike do 1900: 857 predmetov
Art II/ Zbirka fotografijSlike in kipi iz 20. in 21. stoletja: ok. 3000 predmetov in 20.000 fotografij
Militarija IStaro orožje in oklepi, vojaška oprema: ok. 20.000 predmetov
Militaria IIUniforme, zastave, medalje in odlikovanja, vojaški tiski: ok. 30.000 predmetov
Numizmatikaok. 80.000 predmetov, ok. 15.000 vrednostnih papirjev
PlakatiUmetniški plakati 1896–1938 iz zbirke Hansa Sachsa, politični plakati 1920–1960 iz zbirke Wolf in plakati NDR: ok. 80.000 predmetov. Leta 2012 so po odločitvi sodišča dediči Hansa Sachsa dobili v posest njegovo zbirko, ki so jo Sachsu leta 1938 razlastili nacisti.

## Spletna zbirka podatkov in arhiv slik
Nemški zgodovinski muzej ima med vsemi muzeji v Nemčiji najobsežnejšo podatkovno zbirko predmetov, ki jo je mogoče pregledati na internetu. Zbirke muzeja so evidentirane in vodene v bazi podatkov. Trenutno obsega okoli 500.000 predmetov in zagotavlja digitalne fotografije približno 70 odstotkov teh predmetov. Pravice reprodukcije v komercialne namene upravlja slikovni arhiv DHM, ki zaračunava standardne pristojbine za uporabo.

## LeMO
Nemški zgodovinski muzej v sodelovanju s Haus der Geschichte der Bundesrepublik Deutschland v Bonnu upravlja obsežno internetno storitev, imenovano LeMO (Lebendiges virtuelles Museum Online ali 'Živi virtualni muzej na spletu'), z informacijami o nemški zgodovini od leta 1871 do danes. Na spletu je na voljo več kot 30.000 strani HTML, 165.000 slik ter avdio in video posnetkov.